# Пентагон
Пентаго́н (від грец. πεντάγωνον — п'ятикутник) — будівля Міністерства оборони США у формі п'ятикутника. Розташований у штаті Вірджинія поблизу Вашингтона. Також Пентагоном називають саме Міністерство оборони США. На час завершення в січні 1943 року це була найбільша офісна будівля у світі.

## Архітектура
Будівництво Пентагона стало важливою віхою в історії американської архітектури. Вибір форми п'ятикутника не лише естетично вирізняє споруду, а й має стратегічне значення, оптимізуючи використання простору та переміщення всередині. Архітектура поєднує класичні та сучасні (завдяки реноваціям) елементи з акцентом на функціональність і практичність. Вибір бетону як основного будівельного матеріалу не тільки забезпечив довговічність, але й передав відчуття надійності та довговічності.
Споруда має п'ять сторін (звідки й назва), п'ять надземних поверхів, два підвальні поверхи та п'ять кільцевих коридорів на кожному поверсі загальною довжиною 28,2 км. У центрі розташована п'ятикутна площа в 20 тис. м², неофіційно відома як «нульова точка» — через припущення часів Холодної війни, що Радянський Союз саме туди, в центр Пентагона, завдасть ядерного удару. Пентагон поділяється на менші вкладені один до іншого п'ятикутники, позначені літерами «А» — «Е» від внутрішнього до зовнішнього. Їх теж п'ять, як і сторін споруди.
Пентагон є однією з найбільших у світі офісних будівель, площею близько 600 000 м², з яких 340 000 м² використовуються як офіси. У Пентагоні працює приблизно 23 000 військових і цивільних службовців і близько 3 000 допоміжного персоналу, не пов'язаного з обороною. Містить Департамент армії, Департамент військово-морського флоту, Департамент повітряних сил, Об'єднаний комітет начальників штабів та інші департаменти й офіси. Всередині також є декілька бібліотек, два кафетерії, їдальня та сім закусочних. Завдяки внутрішньому плануванню між будь-якими двома точками можна пройти щонайбільше за 7 хв.
В інтер'єрі поєднуються відкриті офісні зони та приватні кабінети, що забезпечує баланс між співпрацею та конфіденційністю. В декорі переважають нейтральні колірні гами, створюючи зосереджену робочу атмосферу. Використання міцних і практичних матеріалів забезпечує довговічність, узгоджуючи головну тему будівлі — витривалість і стабільність.
Навколо розташовано 27 га автостоянок, які можуть вмістити близько 8700 автомобілів. Пентагон має доступ до метро Вашингтона. Біля споруди міститься посадковий майданчик для вертольотів.
На фасаді є портик, який веде до тераси завдовжки 183 м, що використовується для різноманітних офіційних церемоній та сполучається з пристанню річки Потомак.

## Історія
Ідея об'єднати офіси військового міністерства виникла в генерала Брегона Берка Соммервелла через початок Другої світової війни. Це вирішило б критичну нестачу місця у міністерстві. Пентагон призначався об'єднати офіси, що займали 17 окремих приміщень по всьому Вашингтону. Хоча президент США Франклін Рузвельт спочатку віддавав перевагу будівлі без вікон, щоб захистити її від можливих повітряних нальотів, інженери-будівельники переконали його, що практична користь від Пентагона з вікнами буде більша.
Пентагон спроєктований Джорджем Бергстромом, а керував будівництвом генеральний підрядник Джон Макшейн. Вибір форми зумовлений тим, що ділянка, призначена для будівництва, межувала з п'ятьма проїжджими частинами. Будівництво почалося 11 вересня 1941 року, а відкриття відбулося 15 січня 1943 року. Гілмор Кларк, голова Комісії образотворчого мистецтва, чий офіс консультував президента та Конгрес щодо художніх і громадських споруд, які фінансуються з федерального бюджету, критикував Пентагон як «одну з найсерйозніших та найгірших атак на план Вашингтона».
Місцем будівництва обрали заболочену пустку, на якій був лише старий аеропорт Вашингтона. Щоб стабілізувати територію, завезли близько 4,2 млн м3 ґрунту та встановили 41 492 бетонні палі для підтримки фундаменту будівлі. З метою захистити краєвид на сусідній Арлінгтонський національний цвинтар, висота Пентагона була обмежена до 24 м. Будівництво коштувало за тодішніми цінами $83 млн. При створенні споруди використано 43 тис. т сталі, 680 тис. т піску та гравію.
США вступили в Другу світову війну в грудні 1941 року, лише через три місяці після початку будівництва Пентагона, і завершення будівництва стало національним пріоритетом. Понад 13 тис. робітників працювали цілодобово, і лише за вісім місяців після закладки ґрунту, в квітні 1942 року, військовий міністр Генрі Стімсон вже переніс свої офіси в нове приміщення. У розпал Другої світової війни в Пентагоні працювали понад 33 тис. людей. Там використовувався незвичайний транспорт: працівники могли пересуватися на велосипедах або роликових ковзанах, а пізніше — на електросамокатах.
Після завершення Другої світової війни планувалося перетворити будівлю на госпіталь чи інший цивільний об'єкт, але від пропозицій відмовилися через початок Холодної війни з СРСР. У 1956 році біля Пентагона облаштовано посадковий майданчик для вертольотів.
У 1992 році будівлю було визнано національною історичною пам'яткою. Через її вік (а особливо застарілість електромереж) у 1994 році розпочалася реконструкція.
11 вересня 2001 року, рівно через 60 років після початку будівництва Пентагона, рейс 77 American Airlines, захоплений терористами, влетів у західну частину будівлі, убивши 189 людей (59 пасажирів літака, 5 терористів на борту і 125 жертв у будівлі). Реконструкція отримала назву «Проєкт Фенікс» і коштувала $500 млн. До 15 серпня 2002 року — менше ніж через рік — перші орендарі, чиї офіси були пошкоджені, почали повертатися, хоча ремонт ще тривав. Окрім реконструкції, 15 червня 2006 року розпочалося закладення меморіалу на честь загиблих у Пентагоні. Меморіал відкрився 11 вересня 2008 року.
Масштабна реконструкція будівлі тривала 17 років і коштувала $4,5 млрд, завершившись у 2011 році. Кількість ліфтів збільшили з 13 (які були тільки вантажними) до 70, відбулася заміна деяких конструкцій на нові, з сучасних матеріалів.

## Галерея

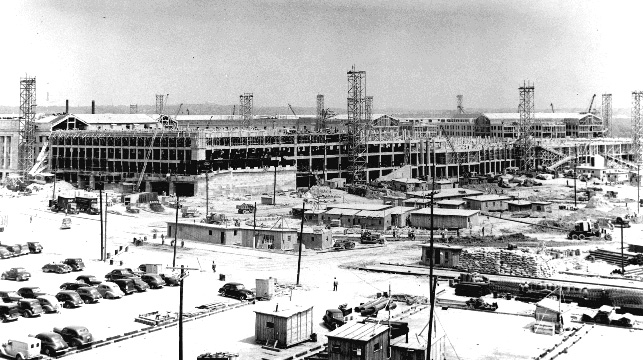
Будівництво Пентагона, липень 1942 року
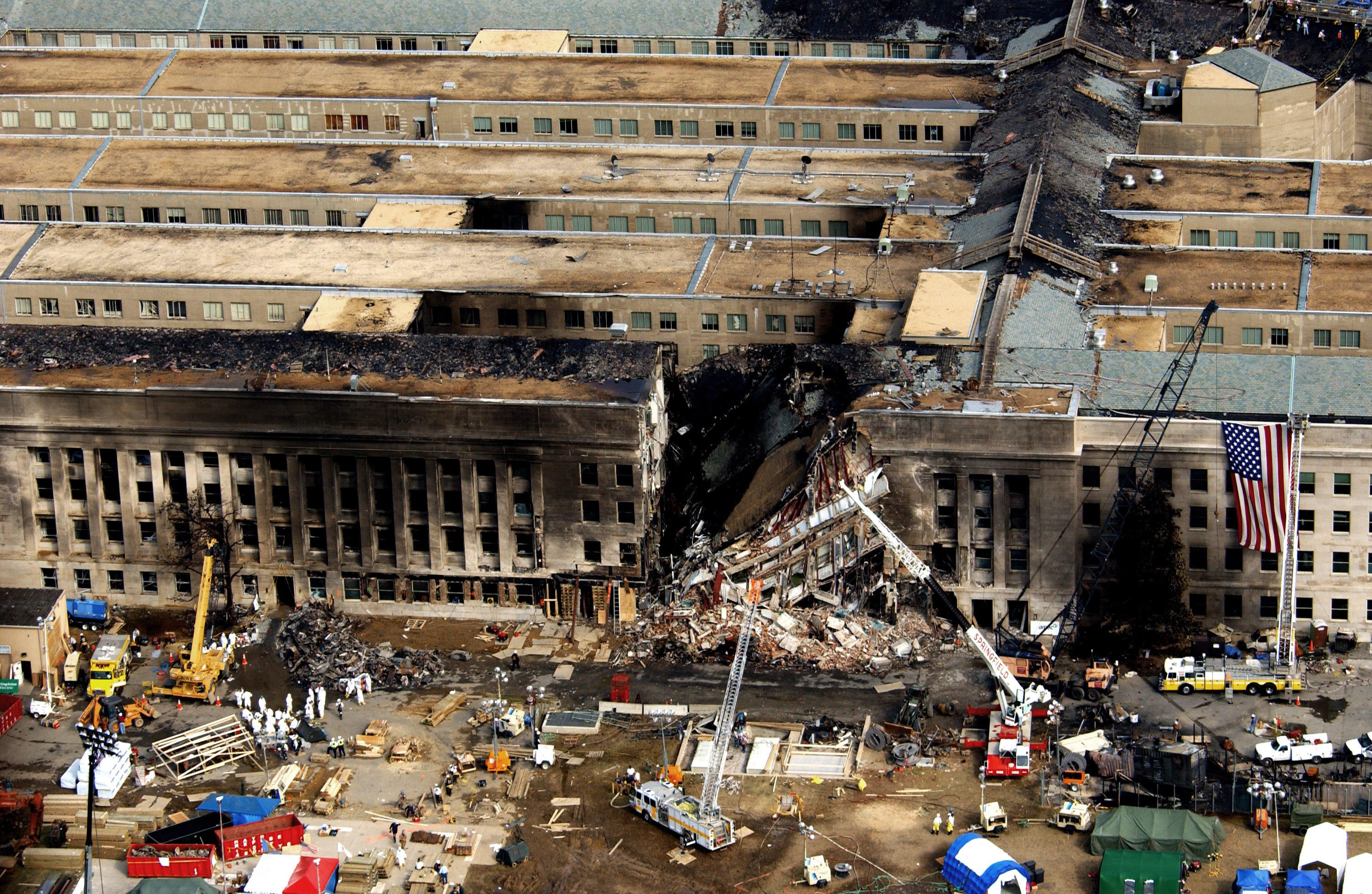
Наслідки атаки 11 вересня 2001 року
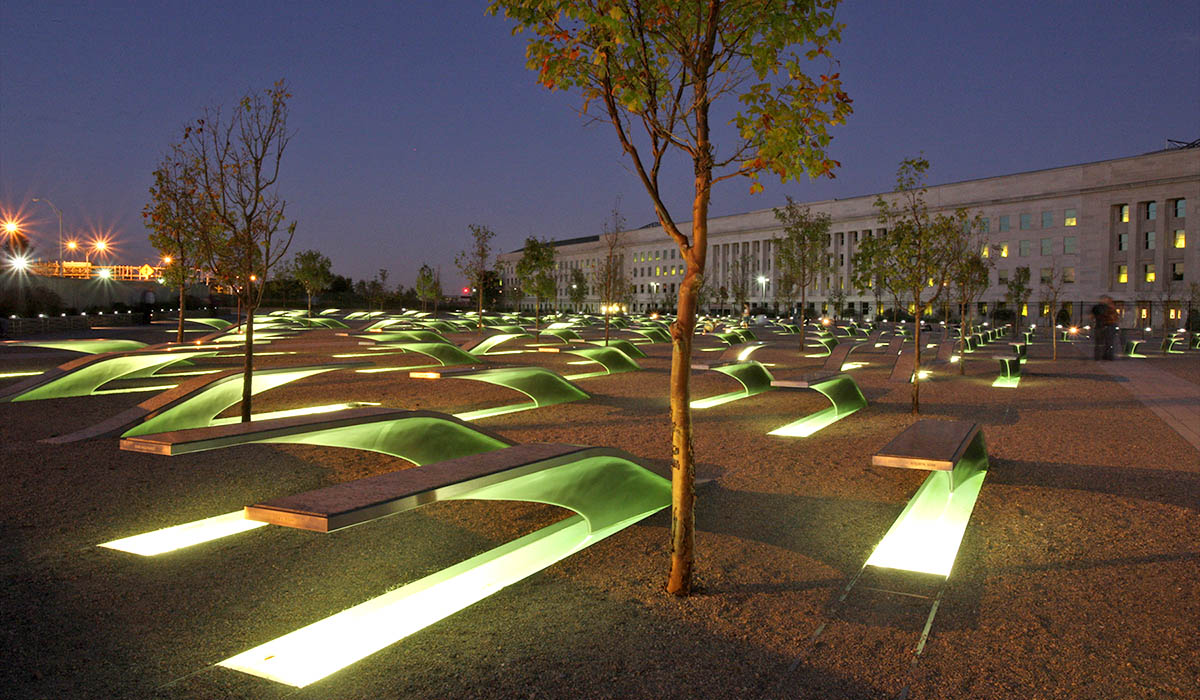
Меморіал Пентагона, 2011 рік
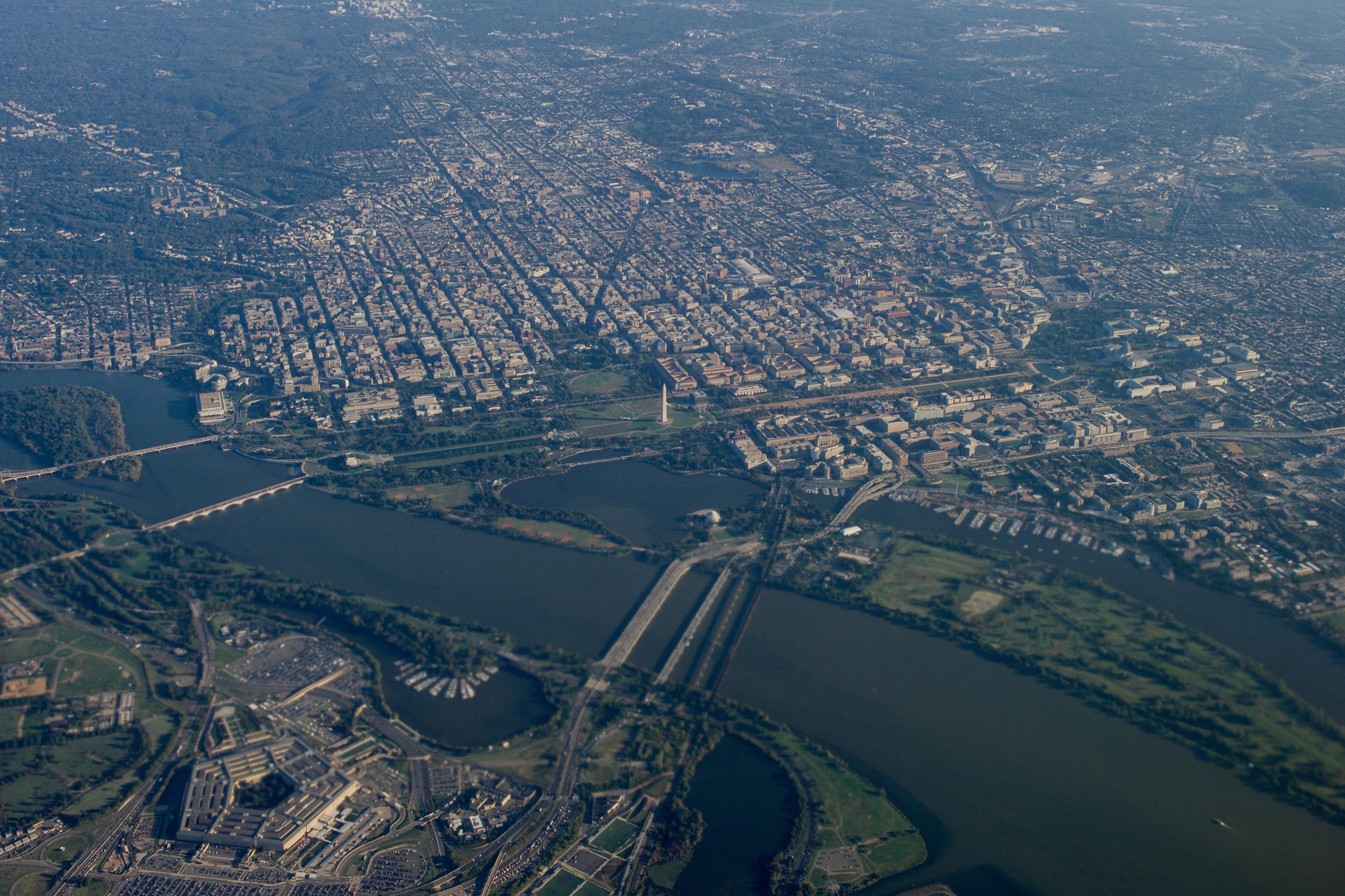
На фоні території Вашингтона (Пентагон в лівому нижньому куті), 2015 рік
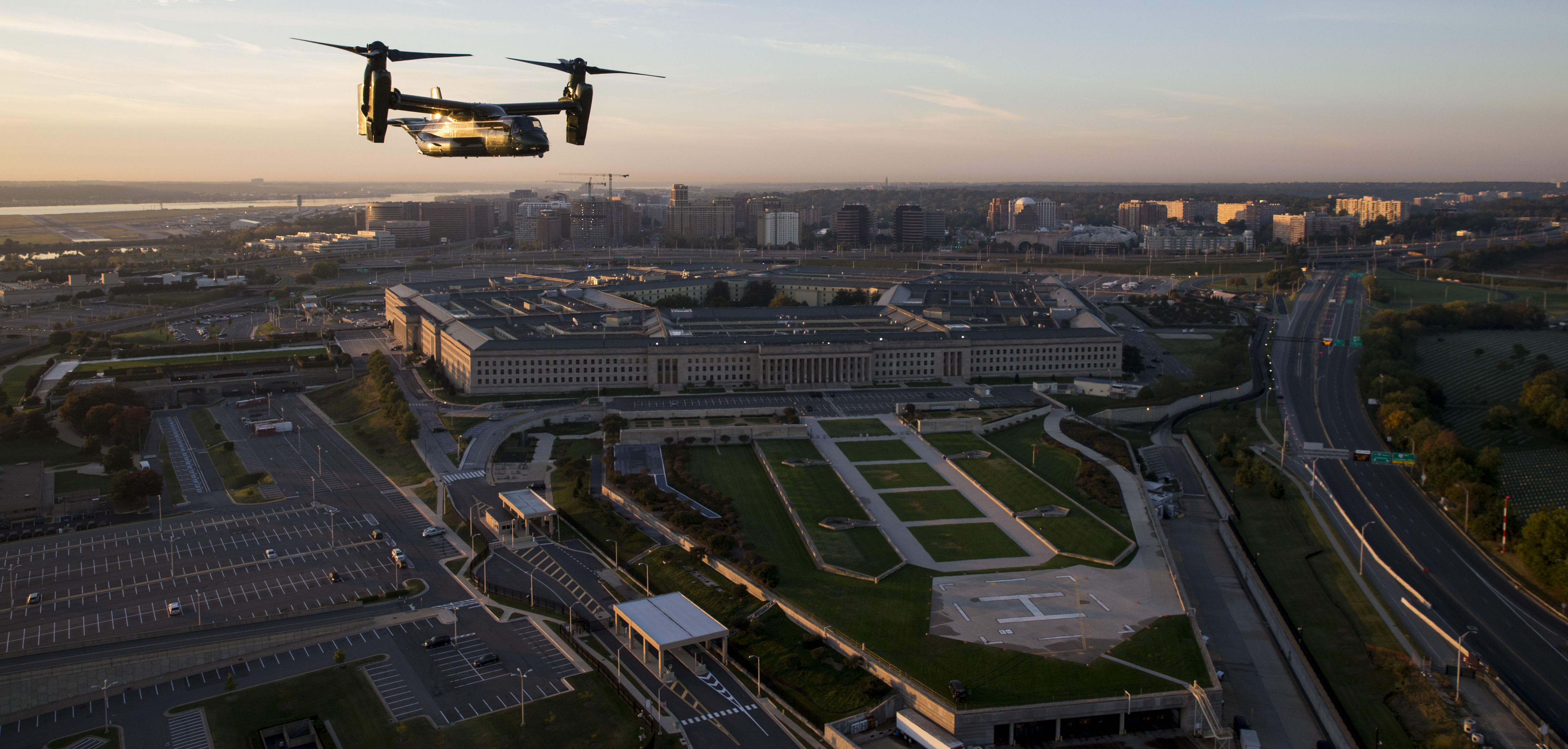
Конвертоплан біля вертолітного майданчика, 2017 рік
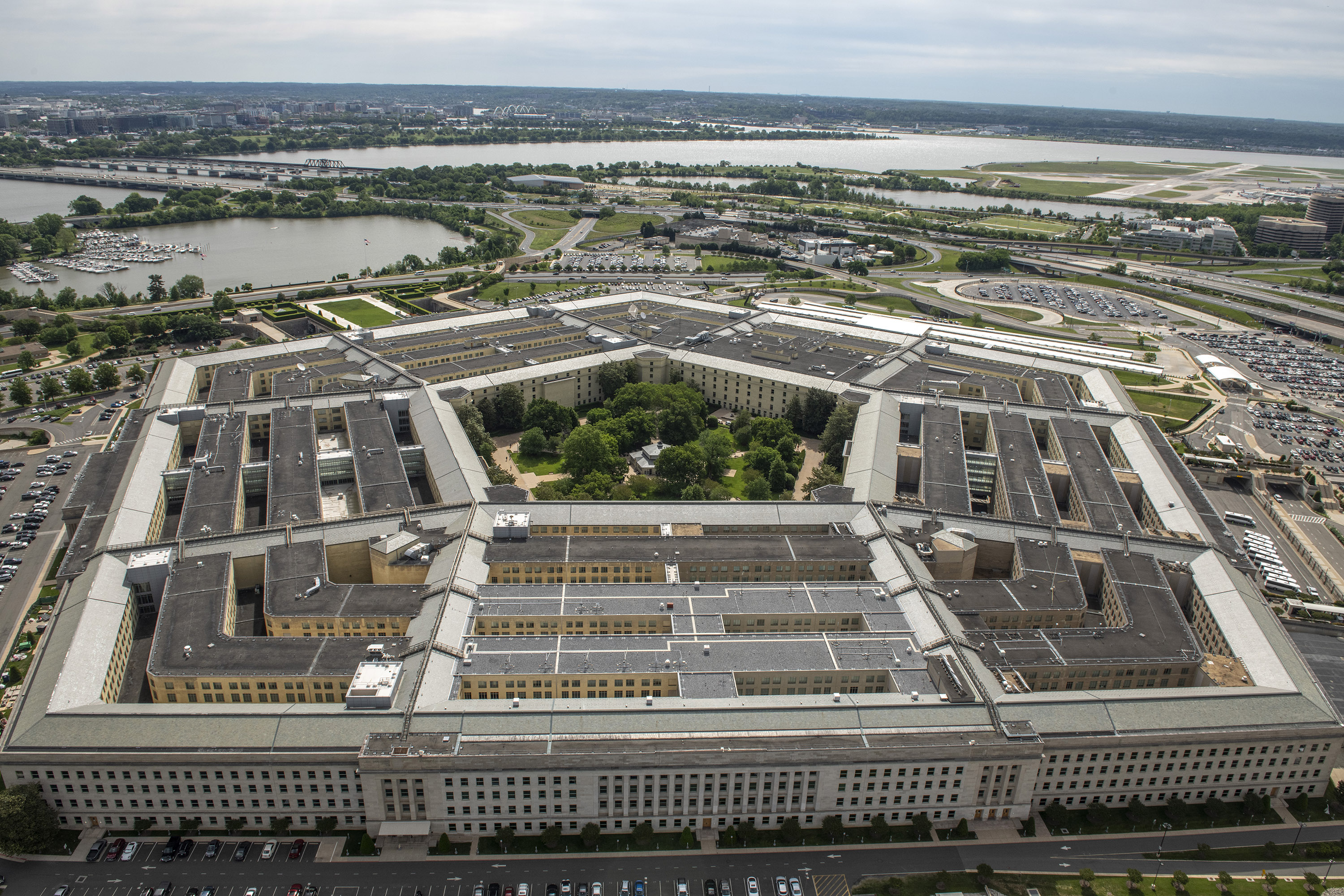
Вигляд Пентагона в 2021 році
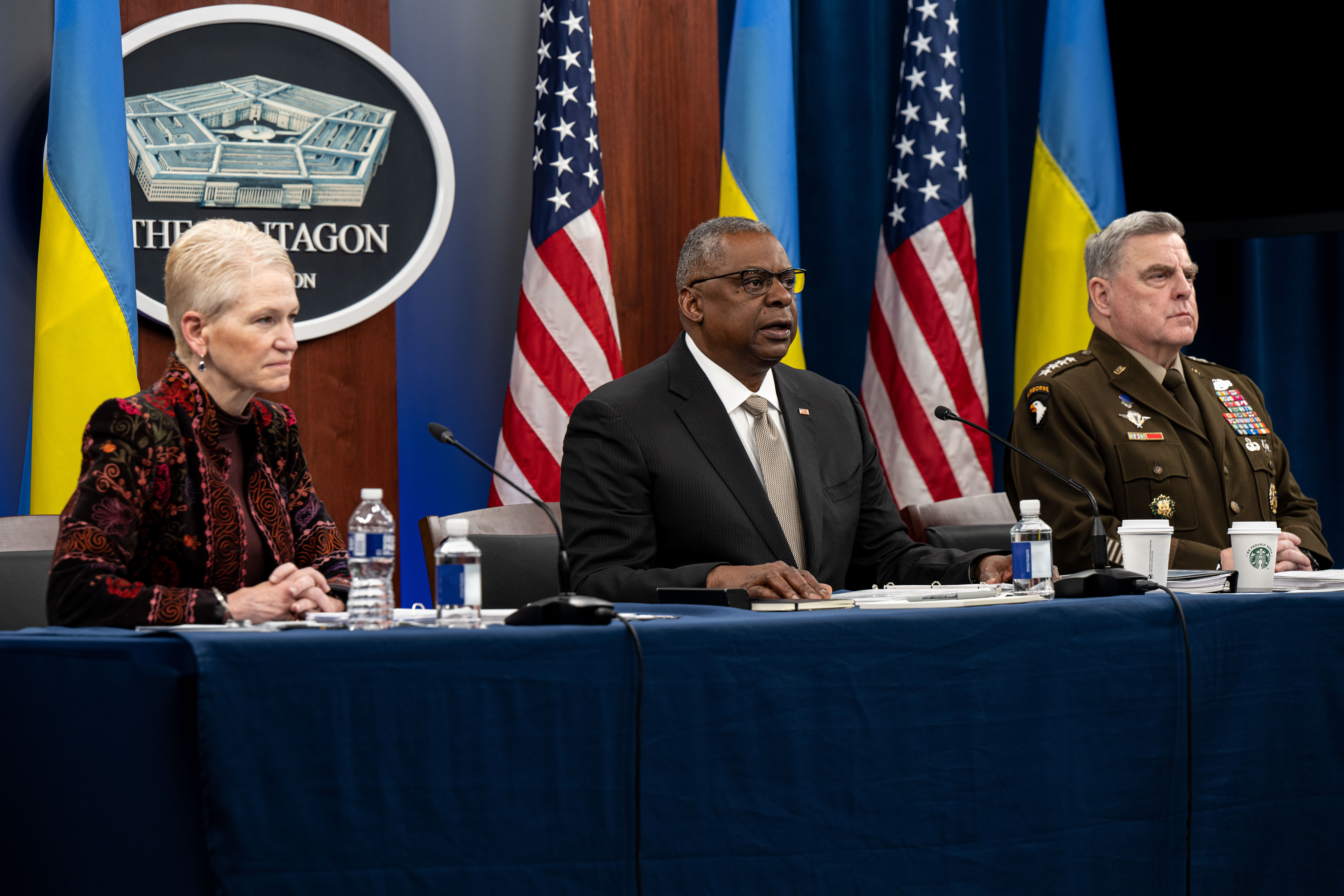
При організації віртуальної контактної групи з оборони України в Пентагоні, 16 листопада 2022 року